# Эйнем, Фердинанд Теодор фон
Фердинанд Теодор фон Эйнем (нем. Ferdinand Theodor von Einem; 15 февраля 1826, Бад-Бельциг, Пруссия — 20 июля 1876, Берлин, Германия) — предприниматель, основатель «Товарищества Эйнем» (после национализации — кондитерская фабрика «Красный Октябрь»).

## Биография
Фердинанд Теодор фон Эйнем родился 15 февраля 1826 года в городе Бад-Бельциг.
Вюртембергский подданный Эйнем в 1846 году приехал в Россию с решением начать своё дело. В России стал называться на русский манер — Фёдором Карловичем.

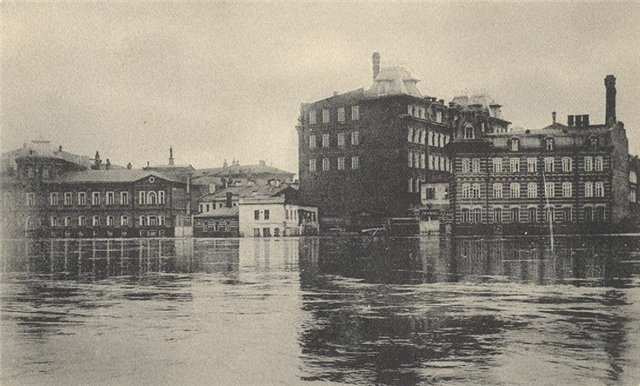
Здание кондитерской фабрики «Красный Октябрь» (Эйнем) до революции

Вначале он занялся производством пилёного сахара. В 1851 году организовал на Арбате, в доме Ариоли, небольшую мастерскую по производству шоколада и конфет. В 1855 году кондитерская была переведена до дом Рудакова на Петровке.
Значительную часть капитала Эйнем заработал на поставках в армию сиропов и варенья во время Крымской войны.
В 1857 году Эйнем встретил своего будущего компаньона Юлия Фёдоровича Хойса (Юлиус Гейс; нем. Julius Heuss), и они открыли на Театральной площади кондитерский магазин.
Накопив достаточный капитал, предприниматели выписали из Европы новейшую паровую машину и приступили к постройке фабрики на берегу Москвы-реки (на Софийской набережной). В справочнике «Фабрично-заводские предприятия Российской империи» об этом факте была сделана запись: «Эйнемъ. Товарищество паровой фабрики шоколадных конфектъ и чайных печений. Год основания 1867».
На фабрике Эйнема особое внимание уделялось оформлению сладкого продукта. Рекламу фирмы несли театральные программки, наборы-сюрпризы с вложенными в коробку конфет открытками. Для фабрики писал музыку свой композитор, и покупатель вместе с карамелью или шоколадом бесплатно получал ноты «Шоколадного вальса», «Вальса-монпансье» или «Кекс-галопа». Кроме этого эксклюзивные конфеты всегда продавались вместе со специальными аксессуарами — в коробки вкладывались фирменные салфетки и специальные щипчики для конфет.

Благотворительность Эйнема

В качестве благотворительности Эйнем жертвовал пять копеек серебром с каждого проданного фунта печенья. Половина пожертвований поступала в пользу благотворительных заведений Москвы, половина — в пользу Немецкой школы для бедных и сирот.
Эйнем умер в Берлине 20 июля 1876 года; был похоронен, в соответствии с завещанием, в Москве на Введенском кладбище (13 уч.).
После смерти Эйнема в 1876 году фабрикой стал руководить Юлий Хойс, однако ставшее популярным у москвичей название компании он менять не стал.
В 1896 году на Всероссийской промышленно-художественной выставке в Нижнем Новгороде продукция «Эйнемъ» была награждена золотой медалью, в 1900 году фирма получила Гран-при на Всемирной выставке в Париже за ассортимент и качество шоколада.
В 1913 году «Эйнемъ» удостоен звания поставщика двора Его Императорского Величества.
В 1922 году кондитерская фабрика «Товарищества Эйнем» была переименована в «Красный Октябрь». Однако ещё несколько лет после этого переименования на упаковке продукции фабрики в скобках всегда указывалось «Бывш. Эйнем» — настолько велика была популярность торговой марки и ценилось качество изделий.